# Enaam Ahmed
Enaam Ahmed (Londen, 4 februari 2000) is een Brits-Pakistaans autocoureur. In 2017 werd hij kampioen in het BRDC Britse Formule 3-kampioenschap.

## Carrière
Ahmed begon zijn autosportcarrière in het karting in 2010, waarin hij tot 2014 actief bleef. In deze periode won hij vele kampioenschappen en werd hij wereldkampioen in de KF Junior-klasse in 2014.
In 2015 maakte Ahmed de overstap naar het formuleracing, waarbij hij debuteerde in de MSA Formula bij het team Arden International. Hij won één race in het laatste raceweekend op Brands Hatch en werd zo achtste in het kampioenschap met 176 punten. Tevens won hij zes races in het rookiekampioenschap en sloot deze af als kampioen met 440 punten. Tevens reed hij bijna alle races in het SMP Formule 4-kampioenschap als gastcoureur en behaalde hier vijf zeges, allemaal op de Auto24ring.
In 2016 maakte Ahmed de overstap naar het BRDC Britse Formule 3-kampioenschap, waarbij hij uitkwam voor het team Douglas Motorsport. Hij won één race op het Snetterton Motor Racing Circuit en eindigde als vijfde in het kampioenschap met 349 punten. Daarnaast reed hij in de helft van de races in de Euroformula Open voor het team DAV Racing, waarin twee vierde plaatsen op Silverstone en het Autodromo Nazionale Monza zijn beste klasseringen waren. Aansluitend reed hij in het herfstkampioenschap van de BRDC Britse Formule 3 voor Carlin, waarin hij twee van de drie races en het kampioenschap winnend afsloot.
Aan het begin van 2017 maakte Ahmed zijn debuut in de Nieuw-Zeelandse Toyota Racing Series bij het team Giles Motorsport. Hij won één race op het Hampton Downs Motorsport Park en eindigde met 586 punten op de zesde plaats in het klassement. Aansluitend keerde hij terug in de BRDC Britse Formule 3, waarin hij opnieuw uitkwam voor Carlin. Hij kende een zeer succesvol seizoen met dertien overwinningen, waaronder alle drie de races in het eerste raceweekend op Oulton Park, en werd met 654 punten overtuigend kampioen in de klasse. Op zeventienjarige leeftijd was hij de jongste kampioen ooit in deze klasse en met dertien zeges verbeterde hij het record van Ayrton Senna uit 1983, die twaalf overwinningen had behaald.
In 2018 maakte Ahmed zijn debuut in het Europees Formule 3-kampioenschap, waarbij hij uitkwam voor het team Hitech GP. Hij won twee races tijdens het tweede raceweekend op de Hungaroring, maar stond in de rest van het seizoen slechts twee keer op het podium. Met 174 punten werd hij negende in het eindklassement. Aan het eind van het seizoen nam hij deel aan de Grand Prix van Macau, maar haalde hij vanwege een crash de finish niet.
In 2019 stapte Ahmed over naar de All-Japan F3, waarin hij uitkwam voor het team B-Max Racing with Motopark. Hij won twee races op de Fuji Speedway en het Sportsland Sugo en stond in zes andere races op het podium. Met 63 punten eindigde hij achter Sacha Fenestraz en Ritomo Miyata als derde in het kampioenschap. Tevens reed hij voor Motopark in de Euroformula Open tijdens het raceweekend op Silverstone als vervanger van Marino Sato, die op dat moment in de Formule 2 uitkwam. Hij eindigde beide races als tweede. In de Grand Prix van Macau eindigde hij als 22e.
In 2020 keerde Ahmed fulltime terug in Europa, waar hij debuteerde in het FIA Formule 3-kampioenschap bij Carlin. Na drie raceweekenden, waarin zijn beste klassering een veertiende plaats op de Hungaroring was, verliet hij echter het kampioenschap.